# Helius obsoletus
Helius obsoletus är en tvåvingeart som först beskrevs av Alexander 1920.  Helius obsoletus ingår i släktet Helius och familjen småharkrankar.
Artens utbredningsområde är Sierra Leone. Inga underarter finns listade i Catalogue of Life.